# Horvát–dalmát–szlavón tárca nélküli miniszterek listája
A horvát–dalmát–szlavón tárca nélküli miniszter a magyar–horvát kiegyezés értelmében létrejött miniszteri tisztség volt a mindenkori magyar kormányban. Betöltőjét a mindenkori horvát szábor jelölte ki. Fő feladata a kapcsolattartás és a közvetítés volt Horvát–Szlavónország és Magyarország, valamint Ausztria között. A poszt ugyan de facto az első világháború kitörésével megszűnt, de jure egészen a Tanácsköztársaság kikiáltásáig létezett; annak leverése után azonban már nem alakították újra.

## Hivatalos neve
| Név                                                         | Kezdete           | Vége             |
| ----------------------------------------------------------- | ----------------- | ---------------- |
| Magyarország horvát–dalmát–szlavón tárca nélküli minisztere | 1868. december 8. | 1919. január 19. |

## Lista

### Szent István Koronájának Országai(1868–1918)
Pártok
| #                                              | Portré              | Miniszter | Hivatal kezdete     | Hivatal vége        | Párt                   | Párt               | Kormány            |
| ---------------------------------------------- | ------------------- | --- | ------------------- | ------------------- | ---------------------- | ------------------ | ------------------ |
| 1                                              |                     | komori Bedekovich Kálmán Koloman Bedeković (1818–1889)                                                                | 1868. december 8.   | 1871. február 10.   | Horvát–Magyar Párt     |                    | Andrássy           |
| 2                                              |                     | gróf verőcei Pejácsevich Péter Petar Pejačević (1804–1887)                                                            | 1871. február 10.   | 1871. november 14.  | Független              |                    | Andrássy           |
| 2                                              | 1871. november 14.  | gróf verőcei Pejácsevich Péter Petar Pejačević (1804–1887)                                                            | 1872. december 4.   | Lónyay              | Független              |                    |                    |
| 2                                              | 1872. december 4.   | gróf verőcei Pejácsevich Péter Petar Pejačević (1804–1887)                                                            | 1874. március 21.   | Szlávy              | Független              |                    |                    |
| 2                                              | 1874. március 21.   | gróf verőcei Pejácsevich Péter Petar Pejačević (1804–1887)                                                            | 1875. március 2.    | Bittó               | Független              |                    |                    |
| 2                                              | 1875. március 2.    | gróf verőcei Pejácsevich Péter Petar Pejačević (1804–1887)                                                            | 1875. október 20.   | Szabadelvű Párt     |                        | Wenckheim          |                    |
| 2                                              | 1875. október 20.   | gróf verőcei Pejácsevich Péter Petar Pejačević (1804–1887)                                                            | 1876. február 25.   | Szabadelvű Párt     | Tisza Kálmán           |                    |                    |
| (1)                                            |                     | komori Bedekovich Kálmán Koloman Bedeković (1818–1889)                                                                | 1876. február 25.   | 1889. augusztus 10. | Tisza Kálmán           | Horvát–Magyar Párt |                    |
| Üres 1889. augusztus 10. – 1889. augusztus 23. |                     | |                     |                     | Tisza Kálmán           |                    |                    |
| 3                                              |                     | Josipovich Imre (1834–1910)                                                                                           | 1889. augusztus 23. | 1890. március 15.   | Horvát–Magyar Párt     |                    |                    |
| 3                                              | 1890. március 15.   | Josipovich Imre (1834–1910)                                                                                           | 1892. november 19.  | Szapáry             | Horvát–Magyar Párt     |                    |                    |
| 3                                              | 1892. november 19.  | Josipovich Imre (1834–1910)                                                                                           | 1895. január 15.    | Wekerle I           | Horvát–Magyar Párt     |                    |                    |
| 3                                              | 1895. január 15.    | Josipovich Imre (1834–1910)                                                                                           | 1898. december 10.  | Bánffy              | Horvát–Magyar Párt     |                    |                    |
| 4                                              |                     | szentkatolnai Cseh Ervin (1838–1918)                                                                                  | 1898. december 10.  | Bánffy              | 1899. február 26.      | Független          |                    |
| 4                                              | 1899. február 26.   | szentkatolnai Cseh Ervin (1838–1918)                                                                                  | 1903. június 27.    | Széll               |                        | Független          |                    |
| 5                                              |                     | Tomassich Miklós Nikola Tomašić (1864–1918)                                                                           | 1903. június 27.    | 1903. november 3.   | Horvát–Magyar Párt     |                    | Khuen-Héderváry I  |
| (4)                                            |                     | szentkatolnai Cseh Ervin (1838–1918)                                                                                  | 1903. november 3.   | 1905. június 18.    | Független              |                    | Tisza István I     |
| 6                                              |                     | Kovacsevics István Stjepan Kovačević (1841–1913)                                                                      | 1905. június 18.    | 1906. április 8.    | Független              |                    | Fejérváry          |
| —                                              |                     | Ideiglenesen idősebb Wekerle Sándor miniszterelnök (1848–1921)                                                        | 1906. április 8.    | 1906. április 23.   | Országos Alkotmánypárt |                    | Wekerle II         |
| 7                                              |                     | Josipovich Géza Gejza Josipović (1857–1934)                                                                           | 1906. április 23.   | 1910. január 17.    | Horvát–Magyar Párt     |                    | Wekerle II         |
| —                                              |                     | Ideiglenesen hédervári gróf Khuen-Héderváry Károly miniszterelnök (1849–1918)                                         | 1910. január 17.    | 1912. április 22.   | Nemzeti Munkapárt      |                    | Khuen-Héderváry II |
| (7)                                            |                     | Josipovich Géza Gejza Josipović (1857–1934)                                                                           | 1912. április 22.   | 1913. június 10.    | Horvát–Magyar Párt     |                    | Lukács             |
| —                                              |                     | Ideiglenesen borosjenői és szegedi gróf Tisza István miniszterelnök (1849–1918)                                       | 1913. június 10.    | 1913. július 21.    | Nemzeti Munkapárt      |                    | Tisza István II    |
| 8                                              |                     | Dr. verőczei gróf Pejácsevich Tivadar Teodor Pejačević (1855–1928) 1914. augusztus 22-én internálták Franciaországban | 1913. július 21.    | 1916. január 16.    | Független              |                    | Tisza István II    |
| —                                              |                     | Ideiglenesen borosjenői és szegedi gróf Tisza István miniszterelnök (1849–1918)                                       | 1914. augusztus 22. | 1916. január 16.    | Nemzeti Munkapárt      |                    | Tisza István II    |
| 9                                              |                     | hideghéti Hideghéthy Imre (1860–1920)                                                                                 | 1916. január 16.    | 1917. június 15.    | Néppárt                |                    | Tisza István II    |
| 10                                             |                     | gróf zicsi és vázsonykői Zichy Aladár (1864–1937)                                                                     | 1917. június 15.    | 1917. augusztus 18. | Katolikus Néppárt      |                    | Esterházy          |
| 11                                             |                     | Unkelhäusser Károly (1866–1938)                                                                                       | 1917. augusztus 18. | 1917. augusztus 23. | Független              |                    | Esterházy          |
| 11                                             | 1917. augusztus 23. | Unkelhäusser Károly (1866–1938)                                                                                       | 1918. október 31.   | Wekerle III         | Független              |                    |                    |
| 12                                             |                     | Kunfi Zsigmond (1879–1929)                                                                                            | 1918. november 6.   | 1918. november 16.  | MSZDP                  |                    | Károlyi Mihály     |

### Magyar Népköztársaság(1918–1919)
Pártok
| #    | Portré | Miniszter                  | Hivatal kezdete    | Hivatal vége     | Párt  | Párt | Kormány        |
| ---- | ------ | -------------------------- | ------------------ | ---------------- | ----- | ---- | -------------- |
| (12) |        | Kunfi Zsigmond (1879–1929) | 1918. november 16. | 1919. január 19. | MSZDP |      | Károlyi Mihály |